# Castellers de Solsona
Els Castellers de Solsona van ser una colla castellera de Solsona, al Solsonès, fundada el 2010. Vestien amb camisa de color groc i els seus millors castells van ser el 4 de 7, el 3 de 7, el pilar de 5, el 2 de 6 i el 3 de 6 aixecat per sota.

## Història

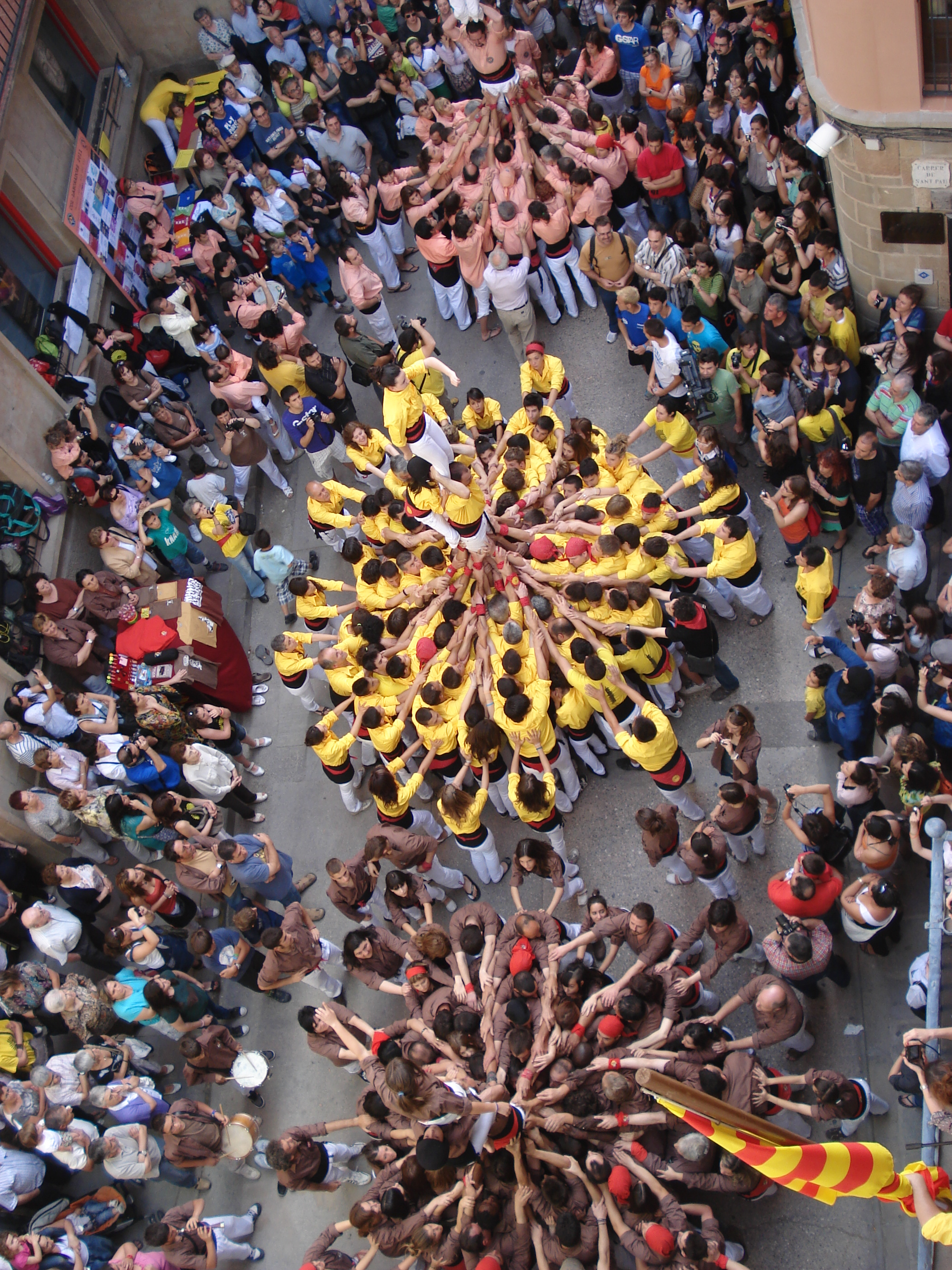
Bateig dels Castellers de Solsona (de groc), amb els Margeners de Guissona i els Salats de Súria. Foto des de l'Ajuntament de Solsona

La història de la colla solsonina començà a les darreries de l'any 2010, quan un grup de joves de la ciutat van interessar-se i organitzar-se per a formar una colla. Durant els últims mesos del 2010 es van realitzar diversos tallers per a donar a conèixer el món casteller a Solsona, comptant amb la col·laboració de la colla castellera dels Salats de Súria, de la comarca del Bages. L'assemblea constitutiva va tenir lloc el dissabte 4 de desembre de 2010.
La seva primera actuació va tenir lloc a les Decennals de Valls, el 30 de gener del 2011, on van descarregar el seu primer pilar de 4 a la plaça del Blat, per descarregar el seu segon pilar de 4 en la mateixa diada a la plaça de la Manxa. El primer castell de sis va ser el 4 de 6 que van aconseguir descarregar el 10 d'abril a Súria.
El seu primer 3 de 6 el van aconseguir a durant la Fira de Sant Isidre de Solsona del 2011. Van realitzar dues actuacions i en les dues van aconseguir carregar i descarregar un castell que havien intentat de fer ja diversos cops però mai havien aconseguit carregar.
Durant la primera edició de la diada castellera de Solsona el dia 30 d'octubre de 2011, la colla solsonina va aconseguir el seu primer castell de 7, concretament un 4 de 7, descarregat en la primera ronda de l'actuació a la plaça de l'ajuntament de la ciutat, en una actuació conjunta amb els Castellers d'Esparreguera i Colla Jove Xiquets de Vilafranca.

### Bateig de la colla
El bateig de la colla es va dur a terme a la plaça de l'Ajuntament el dia 18 de juny de 2011, a partir de les 18:30 de la tarda, amb el Margeners de Guissona i els Salats de Súria com a padrins de l'esdeveniment. En aquesta actuació va ser el primer cop on van poder lluir la camisa groc que els identifica.
La colla solsonina va dur a terme una actuació composta de 3 castells, tots ells aconseguits carregar i descarregar amb èxit: 4 de 6, 4 de 6 amb l'agulla (que era la primera vegada que el duien a terme) i un 3 de 6; a la vegada, es van descarregar diversos pilars de 4, i un 7 de 6 conjunt amb les altres dues colles.
L'11 de setembre de 2011, l'alcalde de Solsona, David Rodríguez va ser proclamat casteller d'honor en reconeixement de la "la sensibilitat i el suport que sempre ha demostrat".

### Desaparició
Després d'un any 2015 amb molt poca presència de castellers, el 2016 ja no van poder fer cap actuació i van desaparèixer com a colla.

## Castells
La taula de continuació mostra la data, la diada i la plaça en què per primera vegada s'han descarregat, i en què s'han carregat en cas d'haver succeït amb anterioritat, cadascuna de les construccions que la colla ha assolit a plaça, ordenades cronològicament.
| Construcció                 | Data                   | Diada                                            | Plaça                          |
| --------------------------- | ---------------------- | ------------------------------------------------ | ------------------------------ |
| 3 de 7                      | 25 de juliol de 2013   |                                                  | Església de Sant Joan, Berga   |
| pilar de 5                  | 30 d'octubre de 2011   |                                                  | Plaça de l'Ajuntament, Solsona |
| 4 de 7                      | 30 d'octubre de 2011   |                                                  | Plaça de l'Ajuntament, Solsona |
| 2 de 6                      | 11 de setembre de 2011 |                                                  | Plaça de l'Ajuntament, Solsona |
| 3 de 6 aixecat per sota     | 11 de setembre de 2011 |                                                  | Plaça de l'Ajuntament, Solsona |
| 5 de 6                      | 7 d'agost de 2011      |                                                  | Sant Guim de Freixenet         |
| 3 de 6 amb l'agulla         | 30 de juliol de 2011   |                                                  | Oliana                         |
| Pilar de 4 aixecat per sota | 9 de juliol de 2011    |                                                  | Súria                          |
| 7 de 6                      | 18 de juny de 2011     |                                                  | Solsona                        |
| 4 de 6 amb l'agulla         | 18 de juny de 2011     |                                                  | Solsona                        |
| 3 de 6                      | 14 de maig de 2011     |                                                  | Solsona                        |
| 4 de 6                      | 10 d'abril de 2011     |                                                  | Súria                          |
| Pilar de 4                  | 30 de gener de 2011    | Festes Decennals de la Mare de Déu de la Candela | Valls                          |

## Millors actuacions
- 4 de 7, 5 de 6, 3 de 6 per sota, pilar de 5 (16/06/2012, Solsona)[23]